# Django (Jazzstandard)
Django ist eine Jazz-Komposition des Pianisten John Lewis aus dem Jahr 1954 (veröffentlicht 1955). Sie wird als die erfolgreichste Komposition von John Lewis angesehen und hat sich zum Jazzstandard entwickelt.

## Die Komposition
Lewis komponierte Django in Erinnerung an den 1953 gestorbenen Django Reinhardt. Das Thema erinnert an einen Trauermarsch und basiert auf dem zweitaktigen Ausgangsmotiv, das mit einer Synkope, einem emphatisch vorgezogenen Ton beginnt. Dieses Motiv wird rhythmisch wiederholt, während die Harmonien wechseln, und erreicht in Takt 12 seinen Höhepunkt. Von dort steigt es tonleiterartig in zweimal vier Takten ab. Die sich an dieses Thema anschließende Improvisation verwendet nicht dessen Harmoniefolge, sondern einen davon abgeleiteten Chorus, der aus vier Teilen besteht: Zunächst zweimal sechs Takte mit einer Quintfallsequenz als deutlichem Themenbezug, dann acht Takte über einen Orgelpunkt. Nun werden die ersten vier Takte eine Quint tiefer wiederholt; zweimal vier Takte mit einem charakteristischen, bluesartigen rhythmischen Bassmotiv schließen den Chorus ab.
Lewis hat als Komponist des Third Stream Elemente der klassischen Kunstmusik integriert, sogar scheinbar jazzferne Formen des Barock mit Jazzgehalt zu füllen, ohne seine tiefe Verwurzelung in der afroamerikanischen Tradition aufzugeben. Die Originalfassung wurde am 23. Dezember mit dem Modern Jazz Quartet eingespielt und diente als Titelstück von dessen erstem Album. Diese Version liegt näher beim barocken Largo als beim Swing manouche, vermittelt dennoch tiefes Blues-Feeling. Das Stück ist auf der Liste der hundert wichtigsten amerikanischen Musikaufnahmen, die National Public Radio vorgelegt hat.
Lewis hat dem Stück im Laufe der Jahrzehnte immer wieder neue Seiten abgewonnen. Django wurde vom Modern Jazz Quartet häufiger eingespielt als jeder andere Titel. Dabei blieb im Allgemeinen das Grundarrangement gleich, doch wurde die Intensität der Interpretation gesteigert, auch indem die Soli immer mehr ausgeweitet wurden. Als besonders herausragend gilt eine Interpretation bei einem Konzert 1960 in Göteborg (Schweden). Bereits 1955 schrieb Lewis ein dem Third Stream verpflichtetes Arrangement, bei dem das Thema von der Harfe vorgestellt wurde, dann J.  J. Johnson und Lucky Thompson als Solisten hervortreten, bevor das Thema am Ende in der Art eines Bläserchorals ausklingt. 1976 nahm er eine Vokalversion mit Helen Merrill auf.

## Django als Jazzstandard
Gunther Schuller verwendete Django als Ausgangspunkt für seine drei Variants on a Theme of John Lewis, die er mit Solisten wie Eric Dolphy, Jim Hall, Bill Evans und Eddie Costa 1960 auf dem Third-Stream-Album Jazz Abstractions einspielte. Michel Legrand holte 1958 für seine Interpretation mit elfköpfigem Ensemble Miles Davis als Solisten. Stan Kenton interpretierte Django mit seiner Bigband 1959. Besonderer Beliebtheit erfreut sich das Stück bei Gitarristen wie Philip Catherine, Jim Hall (der das Stück auch mit Pat Metheny und Streichorchester aufnahm), Grant Green, Joe Pass, John McLaughlin, Phil Upchurch, Christian Escoudé und zahlreichen Gitarristen des Gypsy-Jazz. Auch Pianisten wie Bill Evans, Oscar Peterson, Tommy Flanagan, Stanley Cowell, Tete Montoliu, Adam Makowicz oder Ray Bryant erwiesen dem Stück ihre Reverenz. Weiterhin sind Einspielungen von Sonny Rollins, Roland Kirk oder Wynton Marsalis hervorhebenswert.